# Rhampholeon hattinghi
Espèce
Statut de conservation UICN

 CR : 
En danger critique
Rhampholeon hattinghi est une espèce de sauriens de la famille des Chamaeleonidae.

## Répartition
Cette espèce est endémique de la province du Katanga en République démocratique du Congo.

## Description
C'est un saurien ovipare.

## Étymologie
Cette espèce est nommée en l'honneur d'Isak Hattingh.

## Publication originale
- Tilbury & Tolley, 2015 : Contributions to the herpetofauna of the Albertine Rift: Two new species of chameleon (Sauria: Chamaeleonidae) from an isolated montane forest, south eastern Democratic Republic of Congo. Zootaxa, no 3905 (3), p. 345–364.